# Qurban Hussain
Pour les articles homonymes, voir Hussain.
 (février 2021).
Qurban Hussain, baron Hussain (ourdou : قربان حسین; né le 27 mars 1956 à Kotli, Azad Cachemire) est un homme politique libéral démocrate britannique et pakistanais et un pair à vie.

## Biographie
Hussain est le candidat non élu au parlement pour Luton Sud en 2005 et 2010. Il est d'abord membre du Parti travailliste, de 1996 à 2003, mais rejoint ensuite les démocrates libéraux pour protester contre l'invasion de l'Irak soutenue par les travaillistes. Il est membre du conseil de l'arrondissement de Luton de 2003 à 2011, et chef adjoint de 2005 à 2007.
Hussain est créé pair à vie en tant que baron Hussain, de Luton dans le comté de Bedfordshire le 20 janvier 2011. Dans le gouvernement de coalition Cameron-Clegg, il est conseiller en diversité auprès du vice-premier ministre Nick Clegg. Hussain a brièvement quitté le groupe Lib Dem en mars 2015 après avoir introduit clandestinement un garçon cachemirien de deux ans au Royaume-Uni des décennies plus tôt, à la demande de la mère du garçon. Il a admis avoir commis une infraction, mais a insisté sur le fait que c'était moralement la bonne chose à faire. Il est ensuite réadmis au parti.
Hussain est musulman.